# 青岛九中（幸福小镇）站
青岛九中（幸福小镇）站是青岛地铁6号线的地铁车站，位于中华人民共和国山东省青岛市黄岛区团结路与七星河路交叉口，于2024年4月26日开通。

## 车站结构
青岛九中（幸福小镇）站位于团结路与七星河路交叉口，沿团结路设置，呈南北走向，为地下两层岛式站台车站，车站长470米，标准段宽20.9米，车站地下一层为站厅层，地下二层为站台层，站台设置全高站台门。车站南侧设有两条出入段线，连通抓马山车辆段。
| 地面              | 出入口 | A、B、C、D出入口 |
| 地下一层          | 站厅   | 客服中心、自动售票机、验票机                                                                                          |
| 地下二层          | 站台   | \| \| \| 6号线往横云山路（河洛埠（中德生态园）） \| \| 島式 · 開左邊车门 \| \| \| \| \| \| 6号线往灵山湾（抓马山） \| |
|                   |        | 6号线往横云山路（河洛埠（中德生态园））                                                                               |
| 島式 · 開左邊车门 |        | |
|                   |        | 6号线往灵山湾（抓马山）                                                                                               |

## 出入口
青岛九中（幸福小镇）站共设4个出入口，各出口及周围设施如下所示：
| 编号                | 指示                     | 建议前往的目的地   | 图片 |
| ------------------- | ------------------------ | ------------------ | ---- |
| A · 出口 · （设有） | 团结路(西)，七星河路(北) | 山东省青岛第九中学 |      |
| B · 出口            | 团结路(东)，七星河路(北) |                    |      |
| C · 出口            | 团结路(东)，七星河路(南) |                    |      |
| D · 出口            | 团结路(西)，七星河路(南) |                    |      |
| 图例： 设有         |                          |                    |      |

## 接驳交通

### 公交车
- 管家洼：K3路，W6路，黄岛26路，黄岛26路西海岸综合保税区线，黄岛K19路，微循环W6路

## 车站历史
本站工程名为抓马山站，公示站名为青岛九中站，正式站名为青岛九中（幸福小镇）站，以车站附近的青岛九中与幸福小镇住宅区命名。位于本站南侧同为6号线的工程名为可洛石站的相邻车站正式站名为抓马山站。
- 2024年4月26日，车站随6号线一期通车开通[1]。